# Elliott Smith
Steven Paul Smith (Omaha, Nebraska, 6 d'agost del 1969 - Los Angeles, Califòrnia, 21 d'octubre del 2003), més conegut com a Elliott Smith, fou un cantautor i músic dels Estats Units. El seu instrument principal fou la guitarra acústica, però també tocava el piano, el clarinet, el baix, l'harmònica i la bateria. Smith tenia una veu suau característica i habitualment recorria a la gravació de la seva pròpia veu per crear harmonies vocals. Va créixer a Texas, tot i que passà la major part de la seva vida a Portland, Oregon, on va aconseguir els seus primers èxits.
Abans de començar la seva carrera en solitari, va tocar alguns anys al grup de rock Heatmiser, amb la qual arribà a treure diversos discos. Va treure el seu primer disc en solitari el 1994 amb publicacions de les firmes Cavity Search Records i Kill Rock Stars. Posteriorment, el 1997, va firmar un contracte amb una discogràfica molt més gran, DreamWorks Records, amb la que va treure dos àlbums. Va arribar al gran públic amb la seva cançó Miss Misery, inclosa a la banda sonora de la pel·lícula Good Will Hunting. Fou candidata als premis Oscar a la categoria de millor cançó original del 1997.
Smith va lluitar contra la depressió, l'alcoholisme i la drogoaddicció durant molts anys, temes que van ser habitualment tractats en les lletres de les seves cançons. Va morir el 2003, als 34 anys, de dues punyalades al pit aparentment auto infligides. Les circumstàncies de la seva mort no van ser aclarides a l'autòpsia.

## Discografia

### Àlbums d'estudi
- Roman Candle (1994)
- Elliott Smith (1995)
- Either/Or (1997)
- XO (1998)
- Figure 8 (2000)
- From a Basement on the Hill (2004) (publicat pòstumament)

### Àlbums compilatoris
- New Moon (2007)

### Amb Heatmiser
- Dead Air (1993)
- Cop and Speeder (1994)
- Mic City Sons (1996)